# Greasemonkey
Greasemonkey is een extensie voor Mozilla Firefox waarmee de gebruiker zelf kleine stukjes JavaScript-code aan webpagina's kan verbinden. Hierdoor kan men de site verpersoonlijken en naar eigen inzicht aanpassen. Ook zijn er op het internet scripts te vinden om populaire pagina's aan te passen naar individuele wensen. Greasemonkey kan gebruikt worden om bepaalde zaken te automatiseren, dit worden bots genoemd. Daarnaast kunnen de geïnstalleerde scripts sinds Greasemonkey 1.13 gesynchroniseerd worden.

## Versiegeschiedenis
- 1.5 - 19 november 2012
- 1.6 - 10 januari 2013
- 1.7 - 17 januari 2013
- 1.8 - 21 februari 2013
- 1.9 - 13 mei 2013
- 1.10 - 20 juni 2013
- 1.11 - 18 juli 2013
- 1.12 - 15 augustus 2013
- 1.13 - 4 december 2013
- 1.14 - 15 januari 2014
- 1.15 - 11 februari 2014
- 2.0 - 17 juni 2014
- 2.1 - 21 juni 2014
- 2.2 - 28 augustus 2014
- 2.3 - 29 oktober 2014
- 3.0 - 13 maart 2015